# IC 4732
IC 4732 ist ein planetarischer Nebel im Sternbild Schütze.